# Heliconia pendula
Heliconia pendula är en enhjärtbladig växtart som beskrevs av Heinrich Wawra. Heliconia pendula ingår i släktet Heliconia och familjen Heliconiaceae. Inga underarter finns listade.